# Cyrtogaster clavicornis
Cyrtogaster clavicornis är en stekelart som beskrevs av Walker 1833. Cyrtogaster clavicornis ingår i släktet Cyrtogaster och familjen puppglanssteklar. Arten är reproducerande i Sverige. Inga underarter finns listade i Catalogue of Life.